# Rudolf Schenker
Pour les articles homonymes, voir Schenker.
Rudolf Schenker, né le 31 août 1948 à Hildesheim en Basse-Saxe, est un guitariste allemand, membre fondateur et guitariste rythmique du groupe allemand de hard rock Scorpions.

## Biographie
Rudolf Schenker né le 31 août 1948 dans la ville de Hildesheim non loin de Hanovre. Il a une sœur Barbara et un frère, Michael, qu'il initie à la guitare et qui deviendra un guitariste virtuose de renom. Son père lui offrant sa première guitare alors que Rudolf voulait une moto, c'est sa grand-tante « Großtante Marcelle » qui lui apprend ses premiers accords. En 1965, âgé de 17 ans, il fonde avec des amis le groupe The Scorpions dont il est le leader. En 1969, il recrute son frère Michael en tant que guitariste, Lothar Heimberg en tant que bassiste ainsi que Klaus Meine en tant que chanteur pour faire partie du groupe. Avec cette formation, Scorpions sort son premier album (Lonesome Crow) en 1972. Au cours des années suivantes, la formation du groupe va changer plusieurs fois (Klaus Meine et Rudolf Schenker étant les seuls membres originels du groupe encore présents aujourd'hui) et Scorpions, mené par Schenker notamment, va connaître un succès planétaire grandissant pour finalement devenir l'un des plus grands groupes de hard rock du monde, vendant des millions d'albums et enchaînant les tournées mondiales.
 
Rudolf Schenker a un fils, prénommé Marcel en mémoire de « Großtante », né de son seul mariage. Rudolf vit aujourd'hui à Schwarmstedt à côté de Hanovre.

### Carrière musicale
Rudolf Schenker est connu pour être l'un des meilleurs guitaristes rythmiques de rock au monde et pour son habileté à jouer de la guitare Gibson Flying V, guitare qu'il a lui-même aidé à populariser dans les années 1970 (et dont il possède d'ailleurs l'une des plus vastes collections au monde, comportant plus de 70 modèles dont des séries limitées et même une originale de 1958). Il en possède une décorée façon Ferrari.
C'est aussi et surtout lui le membre fondateur des Scorpions et le principal compositeur des chansons du groupe. Il est à l'origine de la plupart de leurs plus grands succès tels que Still Loving You (plus de 1,7 million de singles vendus rien qu'en France) ou Rock You Like a Hurricane parmi les plus connus. Il a d'ailleurs précisé un jour dans une interview qu'il importait plus à ses yeux de composer de bons morceaux que de rechercher à être un très bon guitariste.

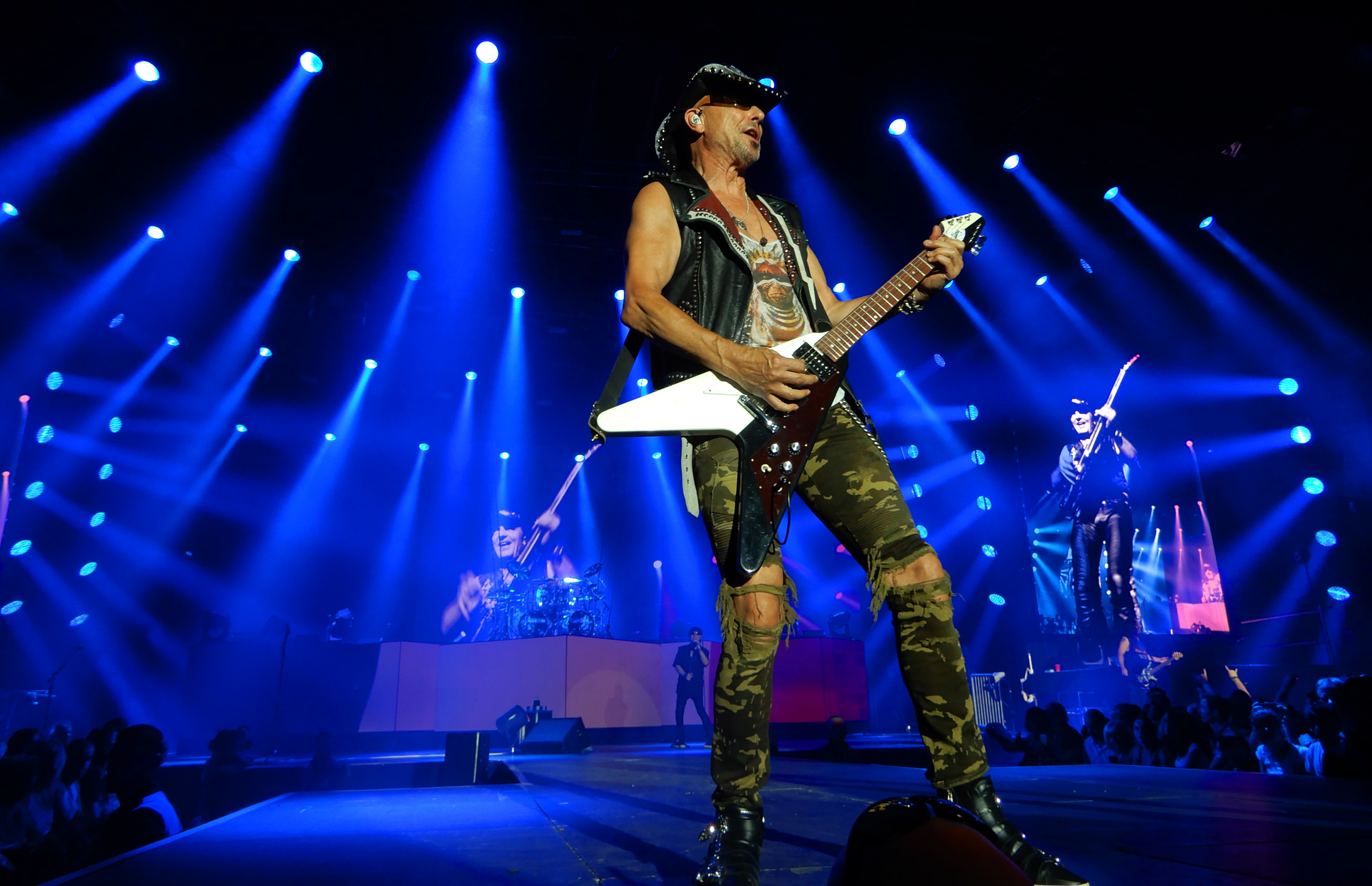
Rudolf Schenker (Scorpions) à Rennes en juin 2018.

Le duo Rudolf Schenker/Klaus Meine est l'un des plus emblématiques de la scène rock (les deux amis sont les véritables leaders du groupe depuis plus de 35 ans) et aussi des plus productifs (la plupart des titres des Scorpions sont signés par eux deux, Schenker composant la musique, et Meine se chargeant des paroles).
Sur la plupart des chansons de Scorpions, les solos sont joués par le guitariste soliste du groupe Matthias Jabs, mais sur certaines (Wind of Change ou Still Loving You parmi les plus connues, ou encore Big City Nights, Holiday, Lady Starlight...), c'est Rudolf qui se charge de jouer les solos.

## Matériel musical utilisé
Schenker possède une grande collection de guitares notamment de Flying V de chez Gibson, Dean et Dommenget, marques qui ont créé plusieurs guitares signatures « Rudolf Schenker » et des séries limitées uniquement pour lui. Voici une liste des modèles de guitares que Rudolf Schenker a utilisés ou utilise depuis ses débuts :
- Gibson Flying V (notamment 5 de 1958 dont une ayant appartenu à Pete Townshend)
- Dean V
- Dean acoustic
- Dommenget custom
- Dommenget V Acoustic

## Discographie avec Scorpions
| - Lonesome Crow (1972) - Fly to the Rainbow (1974) - In Trance (1975) - Virgin Killer (1976) - Taken by Force (1977) - Tokyo Tapes (1978, live) - Lovedrive (1979) - Animal Magnetism (1980) - Blackout (1982) - Love at First Sting (1984) - World Wide Live (1985, live) - Savage Amusement (1988) - Crazy World (1990) | - Face the Heat (1993) - Live Bites (1995, live) - Pure Instinct (1996) - Eye II Eye (1999) - Moment of Glory (avec l'orchestre philharmonique de Berlin, 2000) - Acoustica (acoustique, 2001) - Unbreakable (2004) - Humanity - Hour 1 (2007) - Sting in the Tail (2010) - Comeblack (2011) - Return to Forever (2015) - Rock Believer (2022) |